# لعق
اللَّعْق أو اللَّحْس (بالإنجليزية: Licking)‏، هو تمرير اللسان فوق سطحٍ ما، إمَّا لوضع لعاب على السّطح، أو لجمع سائلٍ أو طعام أو مَعادِن من أجل أن تُهضَم، وقد يُستخدم اللّعق للتواصل ما بين الحيوانات. تقوم العديد من الحيوانات بتهيئة نفسها وتأكل وتشرب باللَّعق.